# Oliver Grüner
Oliver Grüner (Fráncfort, 12 de marzo de 1966) es un deportista alemán que compitió en remo.
Ganó una medalla de bronce en el Campeonato Mundial de Remo de 1991, en la prueba de doble scull. Participó en los Juegos Olímpicos de Seúl 1988, ocupando el sexto lugar en el cuatro scull.

## Palmarés internacional
| Campeonato Mundial | Campeonato Mundial | Campeonato Mundial | Campeonato Mundial |
| Año                | Lugar              | Medalla            | Prueba             |
| ------------------ | ------------------ | ------------------ | ------------------ |
| 1991               | Viena (Austria)    | Medalla de bronce  | Doble scull        |